# Вона (Колорадо)
Вона (Колорадо) (енгл. Vona) град је у америчкој савезној држави Колорадо.

## Демографија
По попису из 2010. године број становника је 106, што је 11 (11,6%) становника више него 2000. године.
| Група             | 2000.      | 2010.       |
| Белци             | 86 (90,5%) | 100 (94,3%) |
| Афроамериканци    | 0 (0,0%)   | 0 (0,0%)    |
| Азијати           | 0 (0,0%)   | 0 (0,0%)    |
| Хиспаноамериканци | 9 (9,5%)   | 4 (3,8%)    |
| Укупно            | 95         | 106         |